# Мокрое (Куйбышевский район)
Мокрое — село в Куйбышевском районе Калужской области. Административный центр сельского поселения «Село Мокрое».

## Название
Село названо по протекающей рядом речке Мокряне.

## Легенда о появлении села
Согласно легенде раньше на месте села были большой лес и болото. Однажды на одном из деревьев была обнаружена икона Божьей матери. На этом месте была построена церковь, вокруг которой и возникло село.

## История
В 1837 году в селе была открыта церковно-приходская школа.
В 1861 году село вошло в образованную Грибовскую волость Жиздринского уезда Калужской губернии.
Бурное развитие села началось в конце XIX века в связи со строительством в 1889 году прошедшего через село тракта на Песочную, наполовину сократившего путь к железной дороге. В селе в связи с этим был построен мост. В 1890 году через село прошла телефонная линия. В 1892 году в селе была открыта сельская больница. В 1896 году в селе была открыта второклассная учительская школа. В 1899 году в селе была создана пожарная дружина. В конце XIX века волостной центр был перенесен из села Грибовка в село Мокрое. В начале XX века в селе имелась сельская библиотека.
В 1920 году волость вместе со всем Жиздринским уездом вошла в состав Брянской губернии, а 9 мая 1922 года была передана в Бежицкий уезд той же губернии и не позднее 1924 года объединена с соседними Семиревской, Дулевской и Бутчинской волостями в укрупнённую Мокровскую волость.
В 1929 году, с введением районного деления, волость была упразднена, а на её территориальной основе сформирован Мокровский район Рославльского округа Западной области. Село Мокрое стало районным центром образованного района.
В 1932 году Мокровский район был упразднён, а его территория разделена между соседними районами — Екимовичским, Кировским и Спас-Деменским.
В 1939 году район с центром в селе Мокрое был восстановлен, но уже под новым названием — Куйбышевский. К этому времени Западная область уже была разделена на Смоленскую и Орловскую области; таким образом, Куйбышевский район теперь входил в Смоленскую область.
5 июля 1944 года была образована Калужская область, и Куйбышевский район был передан в её состав.
13 марта 1945 года село Мокрое потеряло статус районного центра — райцентр был перенесен в посёлок Бетлица.
В 1962—1965 годах район был временно упразднен, его территория входила в состав Кировского района.

## Достопримечательности
В селе сохранились остатки дома и парка усадьбы Семичевых.

## Известные уроженцы и жители
В селе родился писатель С.Ф. Антонов.